# Enki y Ninmah
El mito de Enki y Ninmah es un antiguo relato épico de la creación humana, práctica que era vista por los sumerios como un verdadero arte de expertos. En este relato, Enki, patrón y maestro, urgido por su madre Nammu, y con su ayuda y la ayuda de Ninmah, crea a los humanos. Para festejar este logro se celebra un banquete en el que se bebe mucha cerveza. Durante la fiesta, Ninmah le propone a Enki un desafío: una competencia de creación de humanos y de selección de destinos.
En aquellos tiempos, cuando se creó el cielo y la tierra y nacieron todos los dioses, los dioses superiores obligaron a los dioses inferiores a trabajar por el alimento, a arar la tierra y a dragar canales. Estos últimos empezaron a quejarse, cansados de tener que hacer todo el trabajo bajo el intenso sol. Ante la rebelión de los dioses inferiores, Nammu, la madre de Enki y de los dioses mayores, quería poner fin a este infortunio, por lo que se dirigió a la morada de su hijo para levantarlo de su largo y tranquilo letargo y decirle que solucionase el problema.
Ante la situación, Enki decide irse a su habitación de reflexión (el Alankug, su oficina) y crear a los humanos, quienes harán el trabajo de los dioses. Sin embargo, necesita que su madre amase arcilla de la cima del Apsu y que tome a Ninmah como su asistente, que forme a las diosas de nacimiento con cuidado según su diseño y deje Ninimma, Shuzi-ana la señora que vierte el aliento del nombre verdadero, Ninmada la señora que sostiene a su niño cerca de ella, Ninbarag la señora de la plataforma de nacimiento, Ninmug, y Ninguna que estén ahí mientras dan a luz. "Después de que usted ha decretado su destino, deje a mi esposa Ninhursag (Ninmah), imponerle el trabajo de los dioses."'
Al oír las palabras de su madre, Namma, Enki se elevó por encima de su cama. En Hal-an-kug, habitación para reflexionar. El sabio e inteligente, el prudente...... de habilidades, el moldeador del diseño de todo, que trajo a la vida diosas del nacimiento. Enki extendió la mano su brazo sobre ellos y le prestaron atención. Enki, el moldeador de diseños, luego de haber considerado el asunto, dijo a su madre Namma: "mi madre, la creatura que usted planeó realmente nacerá. Impóngales el trabajo de llevar cestas. Usted debería amasar arcilla de la cima del abzu; las diosas del nacimiento (?) pellizcarán la arcilla y usted traerá la forma a la existencia. Deje que  Ninmah sea su asistente, y deje a Ninimma, Cu-zi-ana, Ninmada, Ninbarag, Ninmug...... y Ninguna estar cuando usted de a luz. Mi madre, después de que usted haya decretado su destino, deje a Ninmah imponerles el trabajo de llevar cestas."
Obviamente, luego que Enki solucionara los problemas creando un humano, que aliviara la carga, la alegría era realmente desbordante en los dioses mayores, que decidieron festejar celebrando un banquete. Estaban vestidos de gala "principesca" y comieron la delicada caña y pan. An, Enlil, y el Señor Nudimmud, asaron a niños santos. Todos los dioses mayores le elogiaron: ¿"O señor de amplio entendimiento, quien es tan sabio como usted? ¿Enki, el gran señor, quien puede igualar sus acciones? Como un padre corpóreo, usted es el que tiene el ME que decide los destinos , de hecho usted es el ME". Se bebió mucha cerveza en la celebración, y entre trago y trago, Ninmah desafió a Enki en una competencia de creación.
Obviamente, luego que Enki solucionara los problemas creando un humano, que aliviara la carga, la alegría era realmente desbordante en los dioses mayores, que decidieron festejar celebrando un banquete. Estaban vestidos de gala "principesca" y comieron la delicada caña y pan. An, Enlil, y el Señor Nudimmud, asaron a niños santos. Todos los dioses mayores le elogiaron: ¿"O señor de amplio entendimiento, quien es tan sabio como usted? ¿Enki, el gran señor, quien puede igualar sus acciones? Como un padre corpóreo, usted es el que tiene el ME que decide los destinos , de hecho usted es el ME". Se bebió mucha cerveza en la celebración, y entre trago y trago, Ninmah desafió a Enki en una competencia de creación.
−		 
−		 
−	
Enki y Ninmah bebieron  cerveza, sus corazones se pusieron eufóricos, y luego Ninmah dijo a Enki: "el cuerpo del Hombre puede ser bueno o malo y si hago un destino bueno o malo depende de mi voluntad" Enki contestó a Ninmah: "Balancearé cualquier destino - bueno o malo - usted pasa de decidir".
−		 
−		 
−	
Ninmah, crea seis humanos con serias deficiencias, pero Enki, logra equilibrar sus falencias encontrandoles un destino que garantizara su pan de cada día. Ninmah ya cansada de que Enki pudiera balancear los destinos, tira la arcilla al suelo. En ese momento, Enki, dice a Nimah, que él va a crear una forma y ahora es ella quien decretará su destino.
−		 
−		 
−	
Ninmah tomó arcilla de la cima del abzu en su mano, formó de ello primero a un hombre que no podía doblar sus manos, estaban estiradas hacia fuera y eran débiles. Enki miro al hombre que no podía doblar sus manos, y que estaban estiradas hacia fuera y eran débiles, y decretó su destino: él lo designó como un criado del rey.
−		 
−	
Segundo, ella formó uno que se volvió, hacia la luz, un hombre con los ojos  constantemente abiertos. Enki miró al que se volvió hacia la luz, el hombre con ojos constantemente abiertos, y decretó su destino asignándole las artes musicales, haciéndolo jefe, en la presencia del rey.
−		 
−	
Tercero, ella formó uno con ambos pies rotos, con los pies paralizados. Enki miró al de los pies rotos, al de los pies paralizados y para él hubo un trabajo de platero, ( o quizás, Ella formó un tercero, nacido como un idiota. Enki miró a éste, al nacido como idiota, y decretó su destino: él lo designó como un criado del rey.)
−		 
−	
Cuarto, ella formó uno que no podía retener su orina. Enki miró al que no podía contener su orina y le bañó en agua encantada y expulsó al demonio Namtar de su cuerpo.
−		 
−	
En quinto lugar, ella formó a una mujer que no podía dar a luz. Enki miró a la mujer que no podía dar a luz, y decretó su destino: él le hizo pertenecer a la casa de la reina. (o quizás...... como una tejedora le formó, para pertenecer a la casa de la reina.)
−		 
−	
En sexto lugar, ella formó uno que no tenía ni pene, ni vagina en su cuerpo. Enki miró al sin pene, y sin vagina en su cuerpo y le dió el nombre de "Nibru el eunuco", y decretó su destino para poder estar de pie antes que el rey.
−		 
−	
Ninmah, frustrada tiro al piso, la arcilla que había pellizcado -  y se hizo un gran silencio. El gran Señor Enki dijo a Ninmah: "he decretado los destinos de sus creaturas y les he dado su pan de cada día. ¡Venga, ahora voy modelar a alguien para usted, y usted debe decretar el destino del recién nacido!"
−		 
−		 
−	
Llega el turno a Enki de crear, y dijo a Ninmah: 
−		 
−	
"vierta el semen eyaculado en la matriz de una mujer, y la mujer dará a luz al semen en su matriz".
−		 
−	
Al recién nacido le llamaron Umul, pero este tenía muchas aflicciones en diversas partes del cuerpo. Enki dice:
−		 
−	
"para sus creaturas he decretado un destino, les he dado su pan de cada día. Ahora, usted debería decretar un destino para mi creatura, darle su pan de cada día también."
−		 
−	
Ninmah, miró a Umul, le dio una vuelta alrededor, le hizo unas preguntas pero él no podía contestar. Le ofreció comida pero él éra incapaz de extender sus brazos y manos, no podía pararse ni sentarse, no se podía sostener a sí mismo. Entonces, Nimah dijo:
−	

−	
"El hombre, él que usted ha formado no está ni vivo, ni muerto. Él no puede sostenerse."
−		 
−	
Finalmente Ninmah no puede decretar un destino para Umul. Enki dice, 
−		 
−	
"He decretado un destino para cada uno de los humanos que Ud creó, y les he garantizado el pan de cada día. Mi hermana....". (líneas fragmentadas).
−		 
−	
Continúa la respuesta de Ninmah empezando con algunas líneas fragmentadas, y luego sigue 
−		 
−	
"Usted (?) entró ......., mire, usted no vive en el cielo, usted no vive en la tierra, usted no sale a ver el país (su tiera natal). Donde usted no mora, pero donde mi casa fue construida, sus palabras no pueden ser oídas. Donde usted no vive, pero donde mi ciudad se construyó, yo misma me hago callar (?) . Mi ciudad está arruinada, mi casa está destruida, mi niño ha sido tomado cautivo. Soy una fugitiva que ha tenido que dejar el E-kur, nisiquiera yo misma, podría escapar de su mano."
−		 
−	
Enki,
−	

−	
¿"Quién podría cambiar las palabras que salieron su boca? Saque a Umul de su regazo ....... Ninmah, deje que su trabajo exista ......, usted ...... para mí, lo que es imperfecto; ¿quién puede oponerse (?) esto? ¡El hombre que modelé ...... después que usted ......, dejelo rezar! ¡Deje hoy, que mi pene sea elogiado, y que su sabiduría sea confirmada (?)! Pueden Enkum y Ninkum ...... proclamar su gloria ....... mi Hermana, la fuerza heroica ....... la canción ...... la escritura (?) ....... los dioses que oyeron ...... deje que Umul construya (?) mi casa ....... "
−		 
−	
El relato finaliza con la siguiente frase: 
−		 
−	
Ninmah, no puede rivalizar con el Gran Señor Enki. ¡Padre Enki, sus plegarias son dulces!